# Pamela Lincoln
Pamela Lincoln, all'anagrafe Pamela Gill (Los Angeles, 19 giugno 1937 – Branford, 21 novembre 2019), è stata un'attrice statunitense.

## Biografia
È nata Los Angeles, in California, dall'attrice Verna Hillie e dalla scrittrice Frank Gill Jr. Era sposata con l'attore Darryl Hickman nel 1959 e aveva due figli con lui; hanno successivamente divorziato nel 1982. Lincoln morì a Branford, in Connecticut, nel novembre 2019 all'età di 82 anni.

## Filmografia parziale

### Cinema
- Il mostro di sangue (The Tingler), regia di William Castle (1959)
- Tootsie, regia di Sydney Pollack (1982)

### Televisione
- Bronco – serie TV, episodio 1x04 (1958)
- Papà ha ragione (Father Knows Best) – serie TV, 1 episodio (1959)
- Alcoa Presents: One Step Beyond – serie TV, 1 episodio (1959)
- I racconti del West (Zane Grey Theater) – serie TV, 1 episodio (1959)
- Have Gun - Will Travel – serie TV, episodio 3x01 (1959)
- The Doctors – serie TV, 1 episodio (1979)